# HD 99109 b
HD 99109 b는 사자자리 방향으로 지구로부터 약 197광년 떨어진 곳에 있는 외계 행성이다. 2006년 오렌지색 왜성 HD 99109 주위에서 발견되었다. 질량은 목성의 절반 정도로 가스 행성으로 분류할 수 있다. 항성으로부터 떨어진 거리 및 예상 온도로 보아 b는 항성의 생명체 거주가능 영역 안을 돌고 있을 것으로 보인다. b의 궤도이심률은 화성과 거의 같다.